# Nacionalno prvenstvo ZDA 1948
Nacionalno prvenstvo ZDA 1948 v tenisu.

## Moški posamično
Pancho Gonzales :  Eric Sturgess  6-2 6-3 14-12

## Ženske posamično
Margaret Osborne duPont :  Louise Brough Clapp  4-6, 6-4, 15-13

## Moške dvojice
Gardnar Mulloy /  Bill Talbert :  Frank Parker /  Ted Schroeder 1–6, 9–7, 6–3, 3–6, 9–7

## Ženske dvojice
Louise Brough /  Margaret Osborne :  Patricia Todd /  Doris Hart 6–4, 8–10, 6–1

## Mešane dvojice
Louise Brough /   Tom Brown :  Margaret Osborne duPont /  Bill Talbert 6–4, 6–4